# Molena (Géorgie)
Molena est une ville américaine située dans le comté de Pike, en Géorgie. Selon le recensement de 2020, sa population est de 392 habitants.